# Социално предприемачество
Социалното предприемачество е термин, който се отнася до лице или групи хора, които работят за намиране на иновативни решения на социалните проблеми в различни области като образование, благосъстояние, околна среда, намаляване на бедността, права на човека и др. Повечето от проектите работят като неправителствени и нестопански организации, като част от организации с нестопанска цел или общественополезни дружества, които са известни като „третия сектор“. Има обаче организации, ориентирани към печалба, която не е единственият основен курс, а има и социални цели. Тези организации също се считат за социални проекти и са известни и като „четвърти сектор“.

## Дефиниция
Терминът „социално предприемачество“ се споменава за първи път в литературата през 70-те години на миналия век  и става широко разпространен през 80-те години чрез работата на Бил Драйтън, основател на организацията Ашока - Светът на социалното предприемачество. Социалното предприемачество е средство за социална промяна, което използва практиките на предприемачеството. Социалните предприемачи разпознават социалните проблеми в своята общност и намират решения на тези проблеми.
Докато целта на бизнес организацията е да генерира печалба за акционерите, основната цел на една социална организация е да създаде социално влияние. Успехът на бизнес организацията се измерва само по линията на икономическа печалба, докато успехът на една социална организация се измерва чрез изследване на неговото социално въздействие.